# Neri di Gino Capponi (1388-1457)

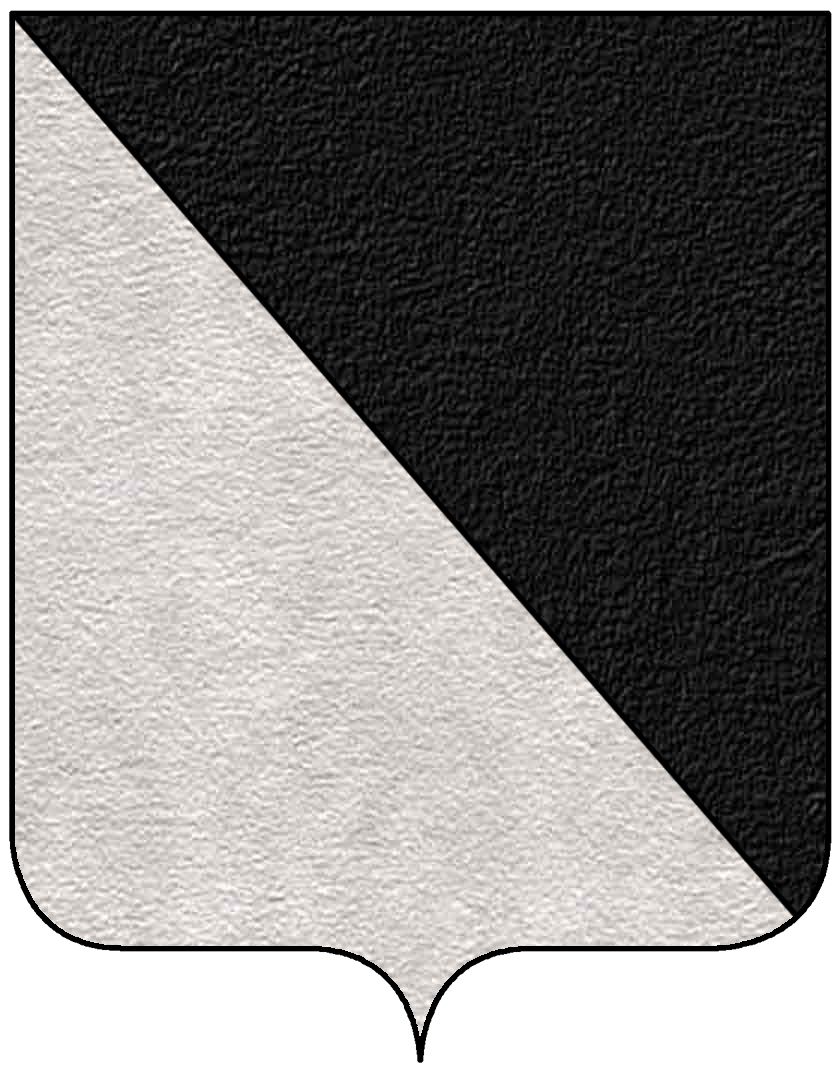
Stemma dei Capponi

Neri di Gino Capponi (Firenze, 3 luglio 1388 – Firenze, 27 novembre 1457) è stato un politico italiano.

## Biografia
Nacque nel 1388 nella famiglia fiorentina dei Capponi, discretamente ricchi e influenti nella politica cittadina. Ben presto si mise in luce come abile politico e fine stratega capace sempre di mantenere un certo equilibrio fra le varie fazioni politiche. Si interessò particolarmente del benessere dello stato più che a quello di una delle famiglie maggiori.
Nel 1433 venne incaricato dall'Opera del Duomo di commissionare a Donatello, rientrato da un suo viaggio a Roma tra il 1431 e il 1432, la celebre cantoria sopra la porta della sacrestia dei canonici in Santa Maria del Fiore, opera che verrà completata nel 1439 e attualmente conservata al Museo dell'Opera del duomo dal 3 maggio 1891.
Mediatore tra Albizzi e Medici, richiamò in patria Cosimo de' Medici. Seppur a volte in contrasto con quest'ultimo, guidò alla vittoria Firenze contro la Lucca di Francesco Burlamacchi nelle guerre degli anni '30 del Quattrocento e fu sempre un fautore dell'alleanza fra Firenze e Venezia in chiave anti viscontea. Nel 1440 partecipò alla battaglia di Anghiari contribuendo significativamente alla vittoria dei collegati.
Fu autore di pregevoli opere storiche.

## Discendenza
Sposò Selvaggia di Filippo Sacchetti (?-15 settembre 1450), dalla quale ebbe dieci figli:
- Margherita (1415-13 maggio 1498)[2], sposò Lorenzo di Bartolo Corsi (?-28 novembre 1508)
- Francesco (1416-?)
- Tommaso (1417-1444)
- Giovanni (1418-1433)
- Cappone (1418-?), gemello di Giovanni
- Lapa (1421-1446), sposò Lorenzo di Parigi Corbinelli
- Gino (22 gennaio 1423-23 aprile 1487)[3], uomo politico e unico erede paterno; sposò nel 1443 Maddalena di Raimondo Mannelli (?-17 gennaio 1491[4]) e fu padre di Pier Capponi
- Maddalena (1425-1459), sposò Bernardo di Gerozzo Bardi
- Andrea (1427-?)
- Nanna (c.1430-10 aprile 1508), sposò nel 1447 Tanai di Francesco de' Nerli (1427-1498)